# Музей «Дрогобиччина»
Музе́й «Дрого́биччина» (анг. Museum Drohobychyna, пол. Muzeum Drohobyczyna, поширена назва Дрого́бицький краєзна́вчий музе́й або, просто, Дрого́бицький музе́й) — музейний комплекс, розташований у місті Дрогобич Львівської області.
Музей складається з 7 відділів на 9 локаціях та бібліотеки діаспорної літератури і періодики ім. С. Кікти.
У фондах зберігається понад 50 000 експонатів, які розповідають про природу, історію та культуру краю, а також презентують етнографічну спадщину та творчі досягнення видатних діячів Дрогобиччини.
Музейні експонати відтворюють життя краю від епохи палеоліту до сьогодення.
Природнича колекція презентує рослинний та тваринний світ регіону, його кліматичні та рельєфні особливості.
У музеї зберігається унікальна колекція західноукраїнського іконопису XVI–XX століття фахових майстрів та народних анонімних малярів.
Європейське мистецтво представлене пам'ятками живопису, кераміки та меблів XVII–XIX ст., зокрема з колекції графа Лянцкоронського та автентичним стінописом відомого письменника і художника Бруно Шульца.
Особливою гордістю музею є пам'ятка дерев'яної архітектури XVII століття — Церква Святого Юра, що внесена до Списку світової спадщини ЮНЕСКО.
Сьогодні музею належать п’ять пам’яток національного значення:
- церква Святого Юра із дзвіницею
- церква Воздвиження Чесного Хреста із дзвіницею
- єдина в Україні споруда сільськогосподарського призначення — міська житниця-шпихлір (1778р.)
- три пам’ятки архітектури місцевого значення палацового типу.

## Структура та очільник
Музей «Дрогобиччина» – музейний комплекс, що презентує природничий, історичний, краєзнавчий, художній, архітектурний, меморіальний напрямки.
- Відділ природи (вул. І. Франка, 32)
- Відділ історії (вул. І. Франка, 32),  філія відділу історії –   «Тюрма на Стрийській» (вул. Стрийська, 3)
- Галерея сакрального мистецтва (вул. Січових Стрільців, 18);
- Відділ європейського мистецтва (відомий як «Палац мистецтв» вул. Т. Шевченка, 38).
- Відділ дерев'яної архітектури (вул. Солоний Ставок, 25)

Пам'ятка дерев'яної архітектури XV–XVII століть (Церква святого Юра; вул. Солоний ставок, 25);
Пам'ятка дерев'яної архітектури XVII століття Церква Воздвиження Чесного Хреста (вул. Зварицька, 7).
- Інформаційно-видавничий відділ (вул. Шевченка, 38)
- Бібліотека ім. С. Кікти (вул. І. Франка, 32)
- Відділ фондів

Директор музею Алла Гладун (з 2011 року).

## Витоки музейної історії Дрогобича
Ще на початку травня 1912 р. і до травня 1913 р. в Дрогобичі діяв мандрівний анатомічний музей «музей Трабера» або паноптикон та окремо постійно діючий «Анатомічний музей», лише у 1936 р. у Дрогобичі було ініційовано початок створення першого «Регіонального Музею Дрогобицької землі імені маршалка Юзефа Пілсудського» (автор ідеї відомий дослідник історії міста і професор гімназії ім. Владислава Ягайла в Дрогобичі – Мсціслав Мсцівуєвський). Властиво і на базі структури цього музею й було засновано совєтами перший радянський державний музей.

## З історії музею
Ще 27 січня 1940 р. було стверджено документ “Про організацію музеїв в Дрогобицькій області” /доп. зав. облвно тов. Кравець/, згідно з яким на базі колишнього польського музею в Дрогобичі було розпочато створення нового радянського музею. Цитата: "Зважаючи на те, що існуючі музеї на території області за часів польської держави були надто роздріблені, а також були побудовані в більшості не за принципом наукової спеціалізації, а на основі націоналістичного штучного розщеплення історико-етнографічних і краєзнавчих пам’яток, що не забезпечувало справжньої науково-творчої їх діяльності.
Бюро обкому КП(б)У постановляє:
Реорганізувати існуючі тепер польські, українські і католицькі музеї в м. Перемишль, Дрогобич та Самбір в державні історико-етнографічні музеї, підпорядкувавши їх єдиному керівництву, а на базі окремо існуючих музеїв організувати окремі відділи єдиних історико-етнографічних музеїв" 
У пункті № 6 цього ж документа вказано: "Вважати необхідним організувати обласний історичний музей в м.Дрогобич з весни 1940 р., використавши для цього історичні матеріали існуючих музеїв та організувати збирання нових експонатів. Доручити обласному відділу наросвіти провести для цього підготовчу роботу, а Дрогобицькій міськраді забезпечити відведення для цього музею приміщення". Тобто створення здійснювалося на базі існуючого польського музею авторства М. Мцівуєвського.
Краєзнавчий музей у місті Дрогобич як Державний обласний краєзнавчий музей «Дрогобиччина» був створений 8 травня 1940 року. Згідно документа: Постанови Раднаркому УРСР “Про організацію музеїв і бібліотек у західних областях України” (8 травня 1940 р.) III. По Дрогобицькій області: а) Музеї: (створити)
1) Державний обласний історичний музей в м.Дрогобичі;
2) Державний міський історико-етнографічний музей в м.Перемишлі;
3) Державний міський історико-етнографічний музей в м.Самборі;
4) Державний міський краєзнавчо-природничий музей в м.Трускавці;
5) Державний міський краєзнавчо-етнографічний музей в м.Стриї.
б) Бібліотеки:
1) Державну обласну бібліотеку для дорослих в м.Дрогобичі;
2) Державну обласну бібліотеку для дітей в м.Дрогобичі;
3) Державні міські бібліотеки з відділами дитячої літератури в містах Стриї, Самборі, Бориславі та Перемишлі.
Впродовж січняя -травня 1940 р. для музею було передано будинок колишньої Дрогобицької повітової ради, споруджений у 1894 році (зараз у цьому будинку відділ природи та історії). Основу музейної експозиції склали колекції графа Лянцкоронського, Хирівської єзуїтської школи, окремі збірки колишніх Самбірського історико-етнографічного і Трускавецького природничо-етнографічного музеїв.
У роки тимчасової окупації Дрогобича під час II Світової війни частину експонатів музею було знищено. Заклад відновив свою роботу наприкінці 1944 року.
Із незалежністю України почалась розбудова закладу. Так, у 1996 році було відкрито Дрогобицьку картинну галерею, яка розташовувана у будинку, зведеному віце-бургомістром Дрогобича початку XX століття Якубом Файєрштейном. Екстер'єр будинку повністю зберігся на відміну від інтер'єрів.
А 2005 року музей «Дрогобиччина» отримав одну з найкрасивіших споруд міста в стилі пізнього бароко початку XX століття — колишній будинок доктора-ренгенолога Йожефа Ротта, в якому облаштовано Палац мистецтв.

## Фонди та експозиції
У 1940 році музей був створений як обласний (до 2000-го року був відповідно укомплектований). Основа фондової збірки – націоналізовані колекції графа Кароля Лянцкоронського, раритети Трускавецького природничо-етнографічного музею, надбання Хирівської єзуїтської школи, архів Дрогобицького монастиря Отців Василіан, експонати Самбірського музею та іконопис і церковний релікварій церков Святого Юра та Воздвиження Чесного Хреста, серед яких твори Федуска з Самбора, Стефана та Івана Медицьких, о. Василя Глібкевича, о. Петра Метельського. Після відновлення незалежності України музейна колекція поповнилась творами відомих сучасних митців, які були подаровані та придбані під час персональних і колективних виставок. Експедиції наукових працівників західним регіоном додали фондам надходжень із навколишніх церков, зокрема церковного малярства XVI – XX ст., дерев’яної скульптури, стародруками та рукописами й іншими предметами декоративно-ужиткового мистецтва Бойківщини.
У відділі природи представлена цілісна експозиція, що розкриває геологічні, рельєфні, кліматичні особливості південної частини Львівської області, флору та фауну регіону, експонуються геологічні зразки, гербарії рослин, колекції мокрих препаратів риб і земноводних, опудала тварин. Чимало артефактів, зокрема з Хирівського конвікту, по суті, є й історичними раритетами, адже їх вік сягає понад 100 років.
Історична експозиція презентує життя регіону від палеоліту. У 14 залах представлені артефакти, що висвітлюють суспільне та культурне життя Дрогобича – центру солеваріння та нафтовидобування у різні історичні епохи.
У музеї існує перша в Україні меморіальна кімната Андрія Мельника – українського військового та політичного діяча, полковника армії УНР, організатора Січового Стрілецтва та голови Проводу ОУН.
Також працює постійно діюча експозиція «Воїни Гідності та Свободи» –фотодокументи та артефакти з Революції Гідності та зони бойових дій: щити, зброя, балаклави, шоломи, бронежилети, військові трофеї, відзнаки, агітаційна друкована продукція, бойові знамена та особисті речі сучасних героїв.
Філія історичного відділу - історико-меморіальний комплекс «Тюрма на Стрийській» розташована на території колишньої внутрішньої в’язниці НКВД. Експозиція у двох колишніх камерах дозволяє ознайомитись із архівними світлинами та документами, зокрема протоколами допитів й анкетами арештантів, оглянути рештки особистих речей ув’язнених, знайдених під час викопних робіт у 1990-х та навіть знаряддя тортур і зброю.
У відділі європейського мистецтва представлені предмети побуту, меблі, текстиль, деревопластика, зброя, художній метал, італійська майоліка XVII ст. індійська кераміка XVIII ст., китайський фаянс XIX ст., порцеляна XIX ст. з Австрії, Німеччини та Голландії, взірці європейського живопису та графіки. Експонати належали до особистої колекції графа Кароля Лянцкоронського, яка була зібрана у навколосвітніх мандрівках.
Інша сучасна мультимедійна експозиція «Бруно Шульц та його Місто», присвячена письменнику, художнику і візіонеру Бруно Шульцу. Зокрема представлені цитати з його літературних творів, фотокопії особистого листування, автентичні світлини та документи, а також унікальні фрагменти автентичного стінопису на тему казок Братів Грімм, якими Бруно Шульц оздобив дитячу кімнату на віллі Ландау.
У Галереї сакрального мистецтва зберігається колекція західноукраїнського іконопису XVI–XX століття та інші культові артефакти: рукописи, стародруки, хоругви, дерев’яна скульптура та церковний релікварій. Також у відділі діє стаціонарна виставка «Велич і трагізм переслідуваної церкви», яка висвітлює життя та боротьбу УГКЦ у совєтський період, особливої уваги заслуговують особисті речі митрополита Андрея Шептицького і патріарха Йосипа Сліпого.
Відділ пам’яток дерев’яної архітектури представлений двома сакральними спорудами:
Церква Святого Юра та дзвіниця
Барокова церква та дзвіниця, що є цілісним архітектурним комплексом – пам’ятки дерев’яної архітектури XV-XVII ст. національного значення та входять до Списку світової спадщини ЮНЕСКО.
Унікальні розписи в інтер’єрі церкви від підлоги до самісінького склепіння збереглися до наших днів. Цікаво, що у стінописі представлено чимало рідкісних, і взагалі унікальних іконографічних сцен, властиво деякі сюжети збагачені локальними етнографічними мотивами, що дозволяє уявити відвідувачам життя та побут галичан у XVII ст.
Церква Воздвиження Чесного Хреста та дзвіниця
Пам’ятка, що має ознаки готичного стилю, та навіть старша за віком за церкву Святого Юра. Церква виняткова серед збережених до сьогодні українських храмів завдяки тому, що в ній збереглись розписи 1636 року виконані у вівтарній частині та низький іконостас, тож склепіння апсиди залишилось відкрите для споглядання понині – як у староруських храмах. У цьому дрогобицькому храмі певним чином відтворена богословська програма стінопису Софії Київської - центральна композиція «Богородиця Оранта». Саме в цій церкві збереглося одне з найдавніших в Україні зображення Христа в образі Архієрея.

## Виноски
1. ↑  Музей "Дрогобиччина" [Архівовано 2 червня 2008 у Wayback Machine.] на www.prostir.museum («Музейний простір України» [Архівовано 29 липня 2009 у Wayback Machine.]
2. ↑  Владі не потрібно музеїв і культури - Бервецький - Дрогобич Інфо. Архів оригіналу за 9 червня 2012. Процитовано 20 травня 2012.
3. ↑  «Весна музеїв 1913-1940 рр.» у «Франковій Каліфорнії» або кому насправді завдячує музей «Дрогобиччина» своїми витоками, структурою та першими експонатами?. zmistovno.com.ua (укр.). 18.05.2020. Архів оригіналу за 9 серпня 2020. Процитовано 20 травня 2020. {{cite web}}: |first= з пропущеним |last= (довідка)
4. 1 2 3  «Весна музеїв 1913-1940 рр.» у «Франковій Каліфорнії» або кому насправді завдячує музей «Дрогобиччина» своїми витоками, структурою та першими експонатами?. zmistovno.com.ua (укр.). Архів оригіналу за 12 серпня 2020. Процитовано 19 вересня 2020.
5. ↑  Сивохін О. С. (Дрогобич) Дрогобицький краєзнавчий музей // Радянська енциклопедія історії України. Т. 2., К.: ГР УРЕ, стор. 77-78